# Place San Silvestro
Pour les articles homonymes, voir San Silvestro.
La Piazza di San Silvestro (nom officiel: piazza S. Silvestro) est une place de Rome située dans les rioni Trevi et Colonna.

## Histoire
La dénomination de la place vient de l'église de San Silvestro in Capite, fondée au VIIIe siècle par le pape Paul Ier, résident du quartier. Au Haut Moyen Âge, la zone était appelée Catapauli, c'est-à-dire, « près de la maison de Paul ».
Le couvent attenant à l'église a successivement abrité les locaux du ministère des Travaux publics, puis le palais des Postes.
En 1880, la statue de Pietro Metastasio est élevée. Dans les années 1920, le monument, qui gênait la circulation des bus, est finalement démonté et déplacé à la Piazza della Chiesa Nuova sur le corso Vittorio.
Sur la place se trouvent le Palazzo dell'acqua Pia antica Marcia, et le Palazzo Marignoli, construit entre 1874 et 1883.
Le 25 décembre 274, l'empereur Aurélien, dédie un temple aux divinités solaires, érigé à proximité de l'actuelle place.

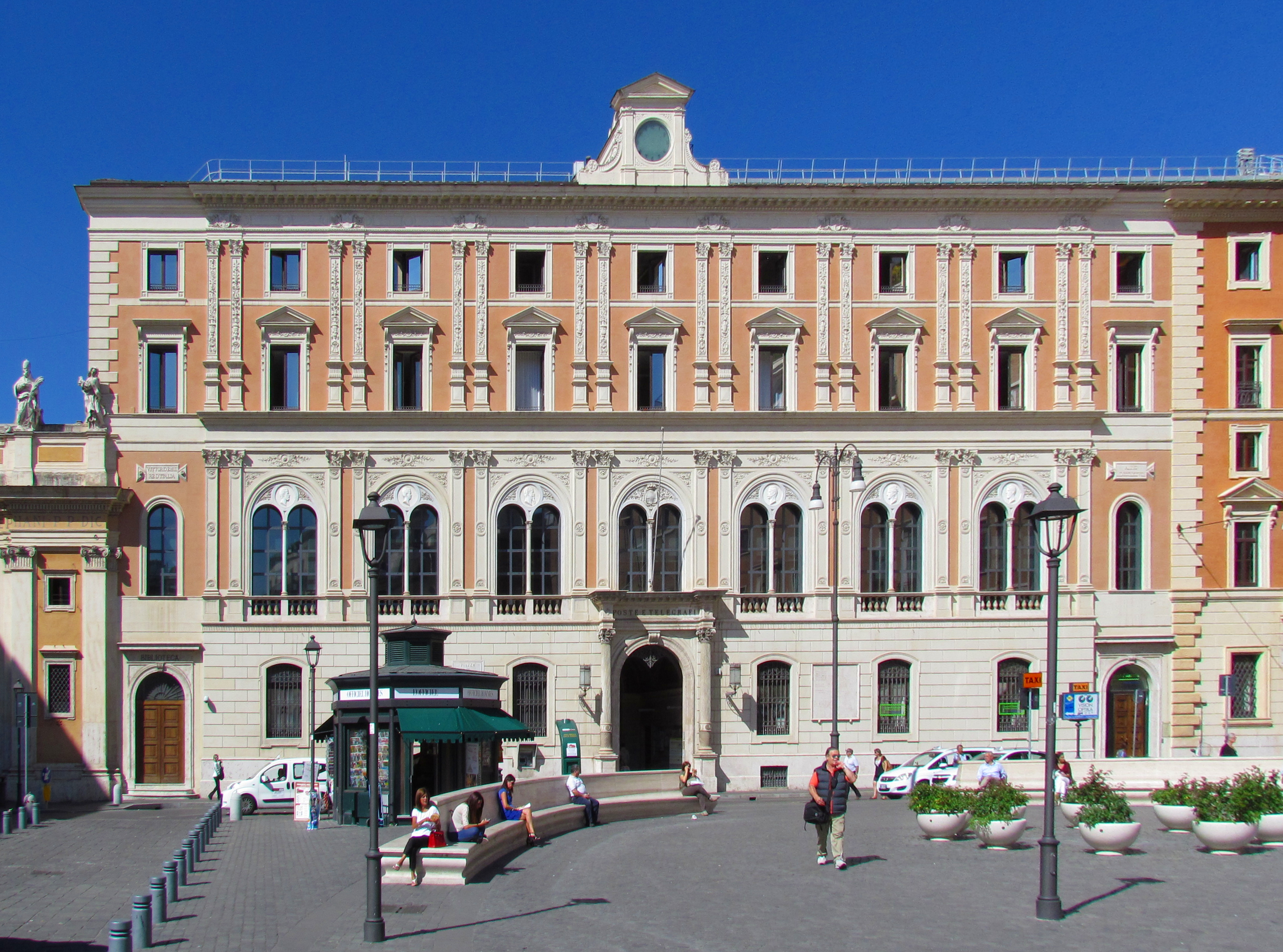
Le palais des Postes
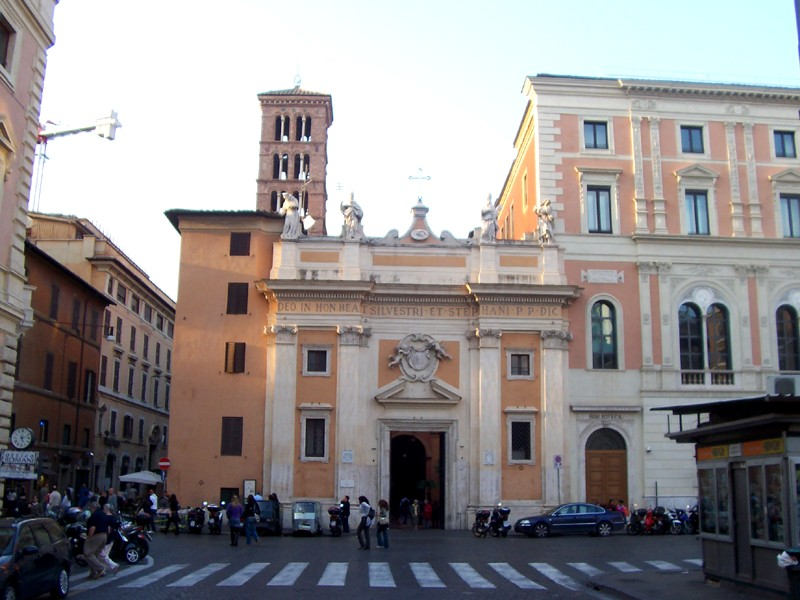
L'église San Silvestro in Capite, attenante au palais des Postes

## Aménagement
Dans les années 1940 et 1950, la place devient le terminus principal des lignes de bus et de trolleybus en direction du centre et des banlieues. En 2011, la place est finalement fermée à la circulation. Elle fait l'objet d'un réaménagement en zone piétonne, dont la conception est confiée à l'architecte Paolo Portoghesi,.